# Харків'янка (кондитерська фабрика)
Харківська кондитерська фабрика «Харків'янка» — кондитерська фабрика, розташована в Харкові, одне із найстаріших кондитерський підприємств України. Належить корпорації «Бісквіт-Шоколад». Спеціалізується на виробництві цукристих кондитерських виробів. 

## Історія

### До Першої світової війни
Харківська кондитерська фабрика товариства «Жорж Борман» була відкрита у 1896 році. Керував будівництвом особисто директор-розпорядник Георгій Борман, син засновника компанії Григорія Бормана.
Спершу виробництво було маломеханізованим, а фабрика складалась лише з 2 цехів: шоколадного і заготівлі фруктів. Співробітників загалом було 160 осіб. Однак уже за рік по відкриттю розпочалось розширення підприємства, і за три роки воно стало одним із найбільших в Україні: кількість співробітників зросла до 600 осіб. 
Після модернізації виробництво шоколаду на харківській фабриці стало високомеханізованим: працювали 8 важких меланжерів, 18 вальцівок для шоколаду, 6 подвійних і потрійних млинів для какао, безліч дрібних машин і 4 гідравлічних преси для віджиму какао-масла, було впроваджено систему охолодження шоколаду в холодильних камерах за допомогою рідкої вуглекислоти.
У період з 1910 по 1912 рік була здійснена перебудова дерев'яних приміщень на кам'яні неспалимі, бісквітне виробництво оснастили печами безперервної роботи і складними бісквітними машинами. 
У 1900 році у місті було відкрито перший фірмовий магазин, який потім дістав назву «Ведмедик».

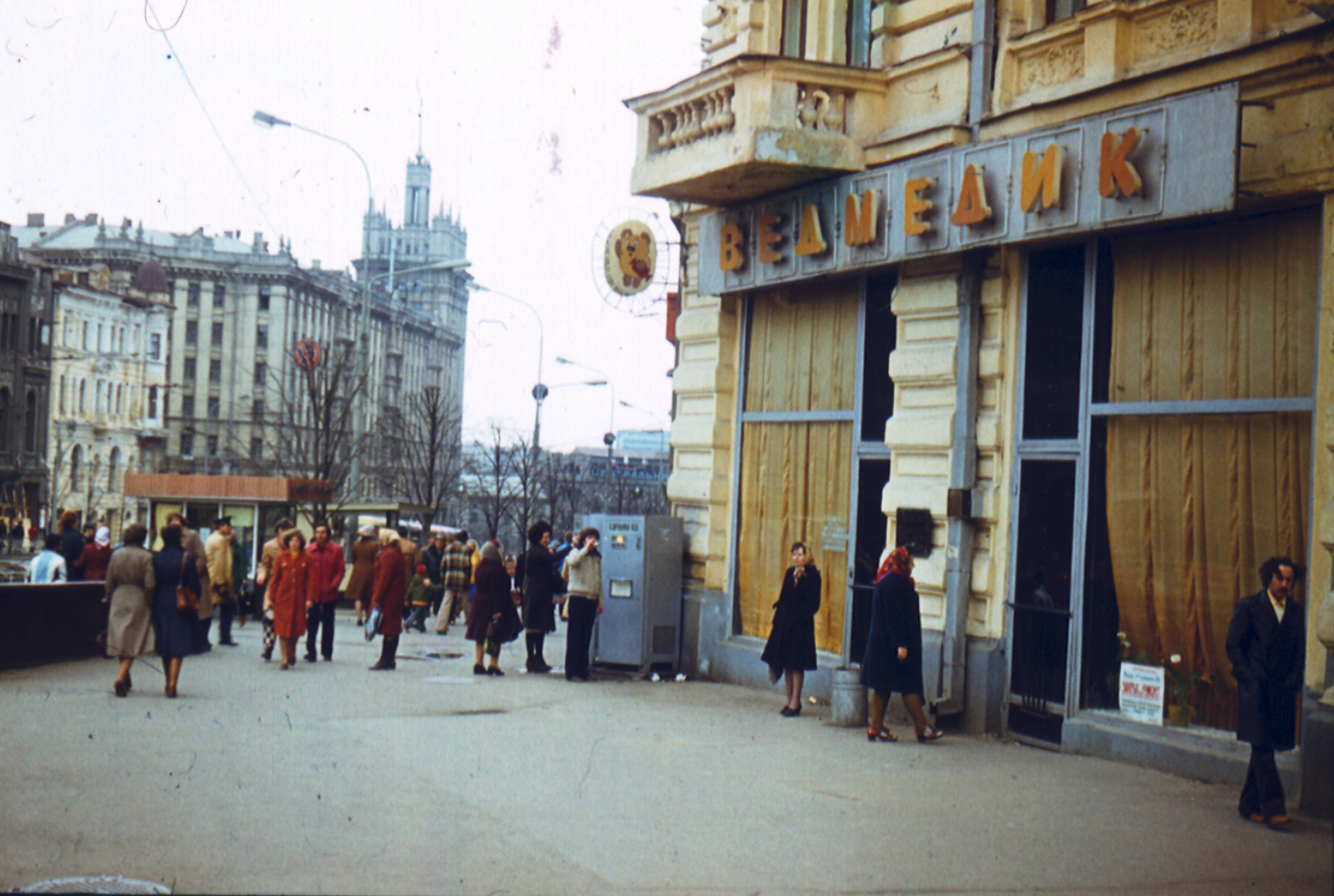
Фасад крамниці «Ведмедик», 1981 рік.
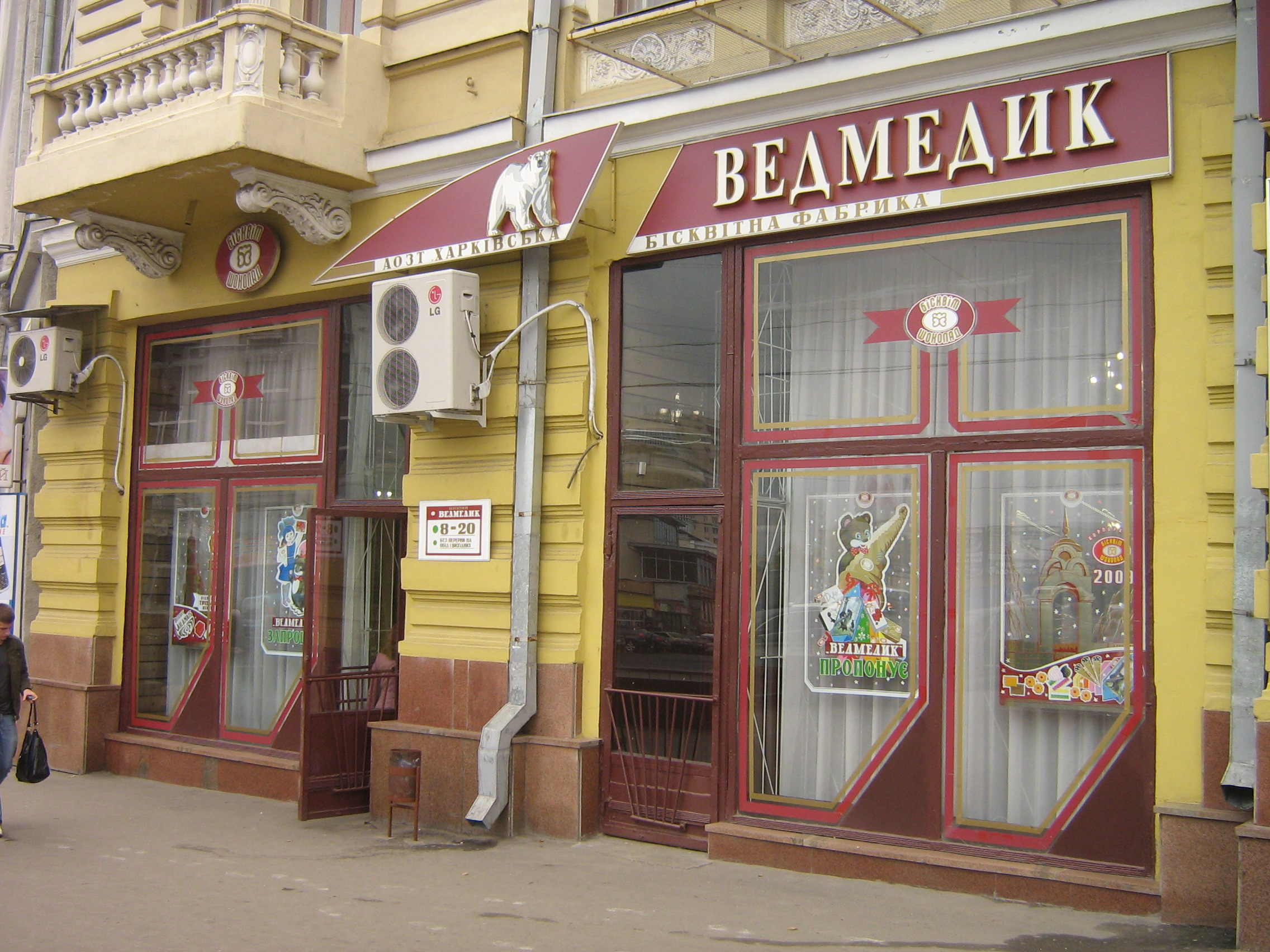
Фасад крамниці «Ведмедик», 2009 рік.
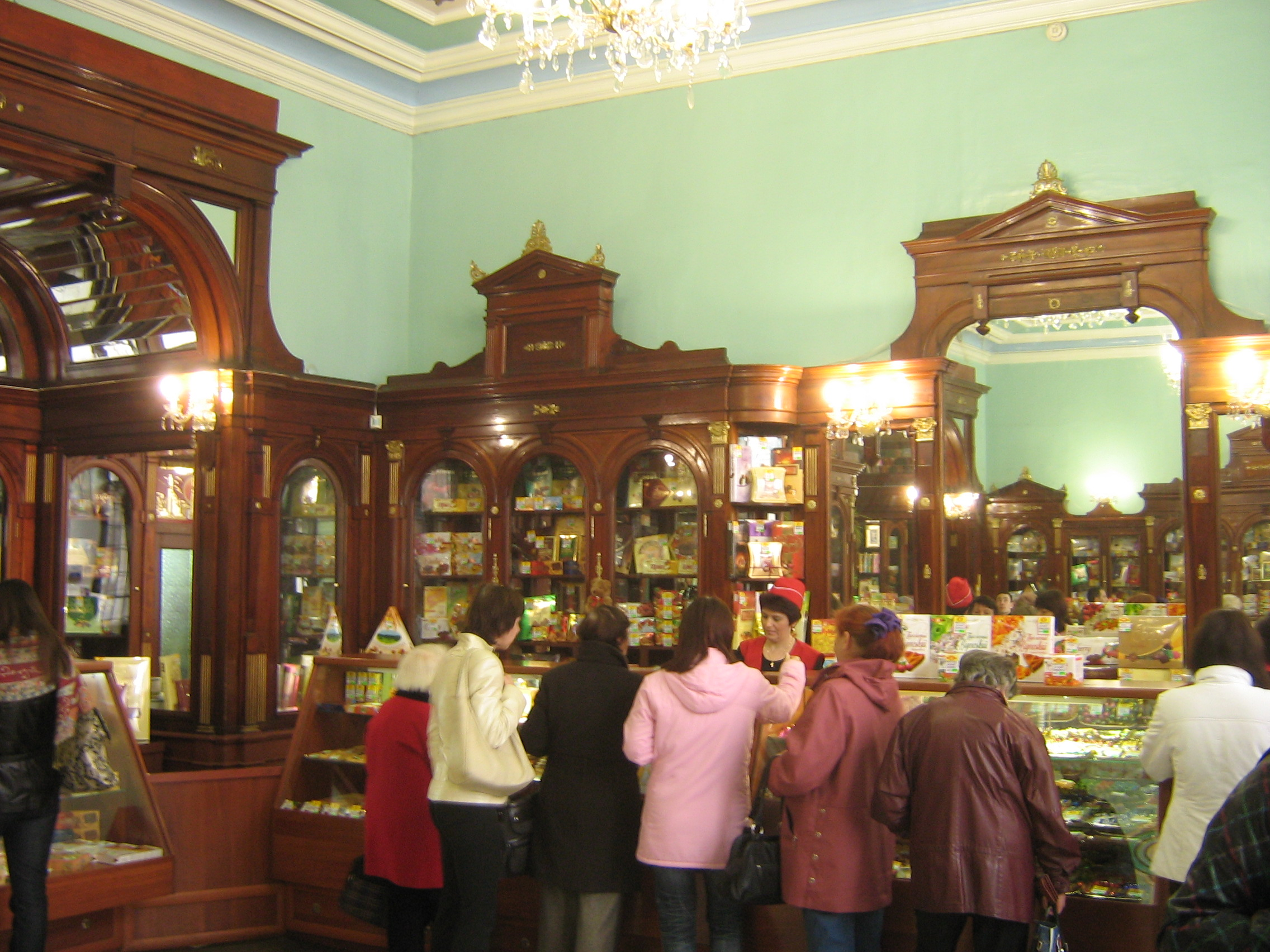
Інтер'єр крамниці «Ведмедик».
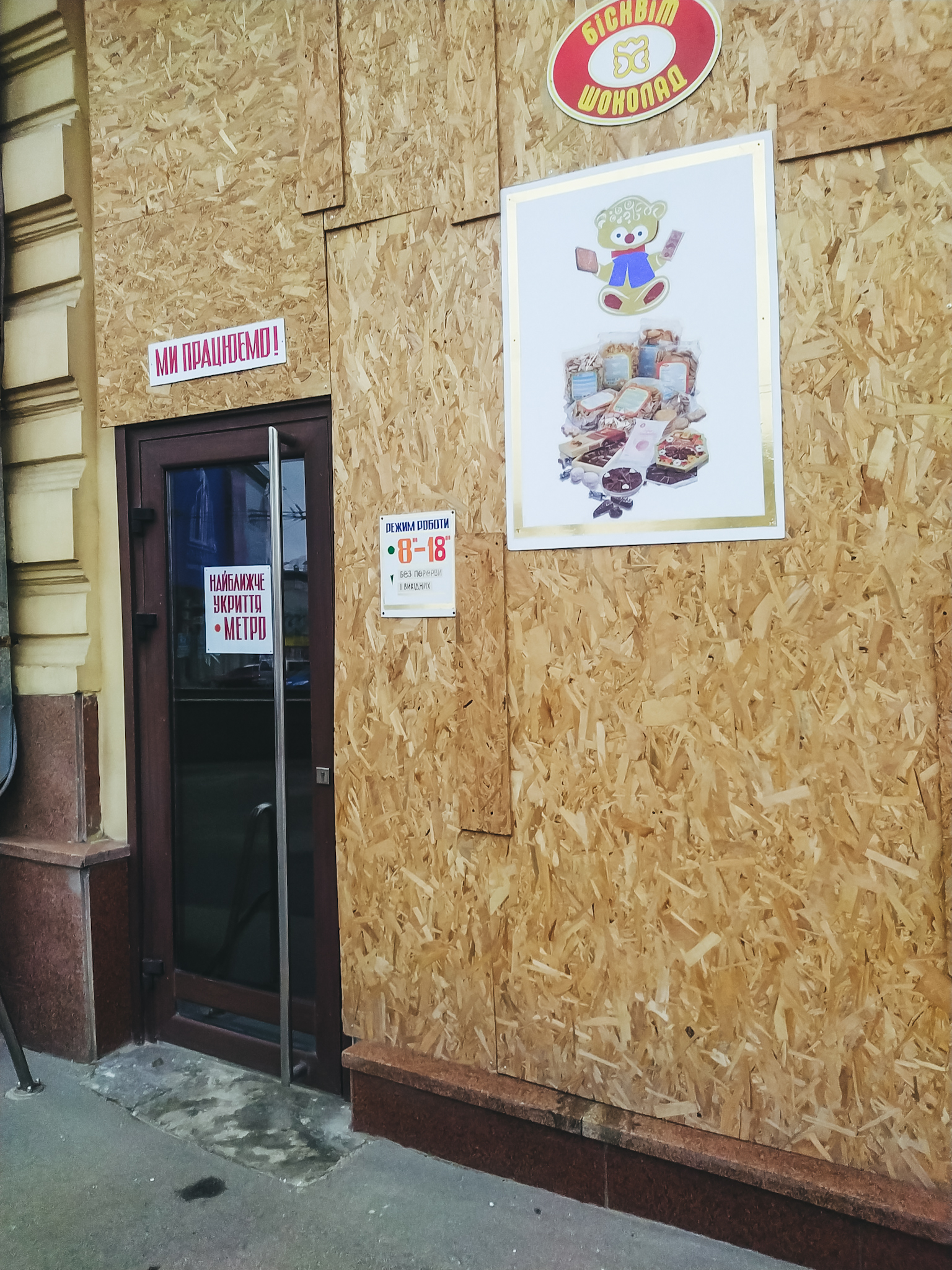
Крамниця «Ведмедик» під час Російсько-української війни, 2023 рік.
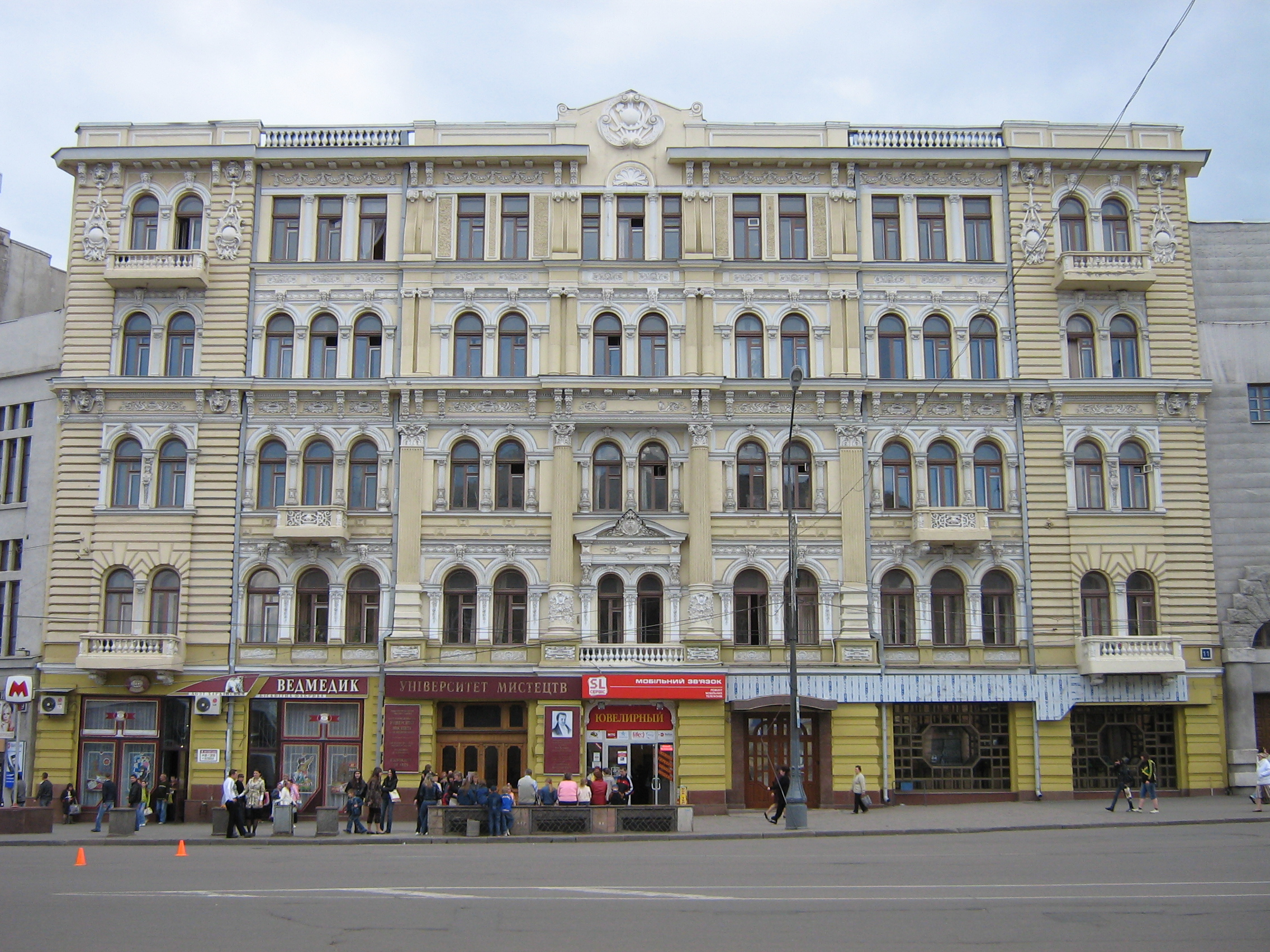
Будинок, у якому розташовано фірмову крамницю. Площа Конституції, 11.

Асортимент фабрики в царський період складали шоколад і шоколадні цукерки, карамель і монпансьє в банках, бісквіти, пряники, мармелад і більше 30 видів варення.

### Міжвоєнний період

Покоточний цех КОФОКу, 1934 р.

Після Жовтневої революції (1917 року) фабрику націоналізували і перейменували на Першу державну кондитерську фабрику, а в 1922 році з нагоди 5-ї річниці революції — на Харківську кондитерську фабрику «Жовтень» (підприємство широко використовувало абревіатуру KOFOK, КОФОК від рос. Кондитерская фабрика «Октябрь»). Фабрика ввійшла до Державного кондитерського тресту.
Як і до революції, підприємство виготовляло монпансьє, ірис, драже, шоколад, бісквіти, пряники, тістечка, варення, халву, какао, однак відбулась переорієнтація виробництва на дешеві сорти солодощів, більш доступні широкому загалові.

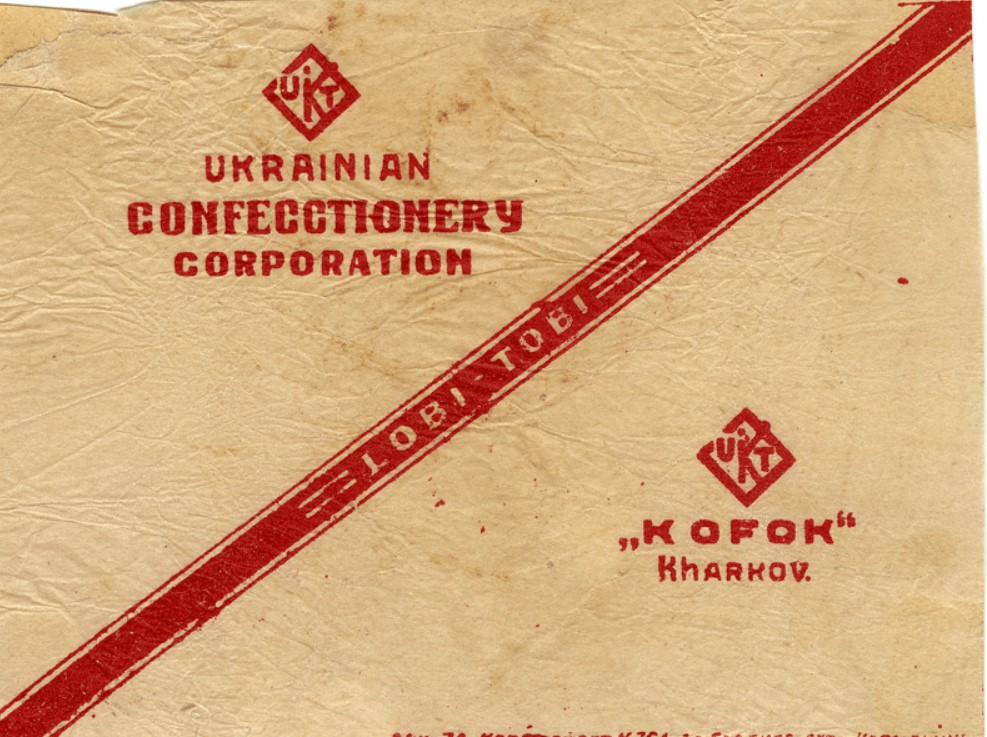
Обгортка цукерки «Lobi-Tobi» фабрики КОФОК.
Обгортка цукерки «Пан» фабрики КОФОК.
Обгортка цукерки «Aleco» фабрики КОФОК.
Обгортка цукерки «Лижвяна» фабрики КОФОК.

У 1924 році на підприємстві працювало майже півтори тисячі робітників. Фабрика мала 8 виробничих і 5 підсобних цехів, 7 коней та 2 вантажівки. За рік виготовляли понад 175 000 пудів продукції, і вже у 1925 році була відновлена дореволюційна потужність виробництва.
У 1927—1928 фабрика випустила продукції на 8,8 млн карбованців, в подальшому підприємство було реконструйовано. Були впроваджені нові технологічні процеси, автоматизація та механізація робіт, встановлена конвеєрна система й поліпшений внутрішньозаводський транспорт. У результаті, вже в 1932 році чисельність працівників фабрики збільшилася до 2658 осіб, обсяги продукції, що випускались — до 49,8 млн рублів на рік.
Станом на початок 1935, фабрика була третьою за потужністю серед кондитерських фабрик СРСР.
Під час Другої світової війни обладнання кондитерської фабрики було евакуйовано до Алма-Ати.

### Після Другої світової війни
Зруйновану війною фабрику відбудували лише у 1954 році.
У 1957 році на фабриці було розпочато напівмеханізований випуск шоколадно-вафельних тортів «Деліс», які згодом стали одним із головних гостинців міста.
У 1963 році сталося злиття з фабрикою «Червоний кондитер», яка мала потоково-механізовану лінію виробництва мармеладу з відливанням у цукровий пісок.
у 1965 році на підприємстві у 5-ти виробничих цехах працювало 2168 осіб, випуск продукції склав майже 100 т солодощів на добу. Було побудовано новий шоколадний цех, для випуску карамелі і цукерок налагодили друк
етикеток в літографському цеху. Розширився асортимент продукції: розпочато випуск шоколадно-вафельного торта «Харківський», цукерок «Асорті», шоколадних батончиків. Було механізовано виробництво цукерок «Мишка косолапый», «Алеко», «Трюфели».
У 1976 фабрика стала головним підприємством Харківського виробничого об'єднання кондитерської промисловості (в склад якого увійшла також Харківська бісквітна фабрика).

### Сучасність
Економічна криза 1990-х років призвела до падіння виробництва.
У листопаді 1998 року збори акціонерів Харківської кондитерської фабрики вирішили продати пакет акцій Харківській бісквітній фабриці. З 2001 року вся продукція обох підприємств виходить на ринок під спільною торговою
маркою «Бісквіт-Шоколад». Взаємовигідна співпраця двох харківських фабрик дозволила їм повернути втрачені ринки збуту. У 2004 році фабрики утворили єдину корпорацію «Бісквіт-Шоколад».
Розрахунковий обсяг виробництва кондитерської фабрики «Харків'янка» становить 50 000 тон продукції на рік. На підприємстві працює 1 060 осіб. Фабрика має повний цикл переробки какао-бобів. Цукерково-карамельне, цукерково-шоколадне, шоколадне і борошнисто-кондитерське виробництва фабрики оснащені сучасним європейським обладнанням.
На початку 21 століття фабрика знову повернулася до випуску наборів в ексклюзивних жерстяних коробках. Деякі назви сучасних наборів цукерок, як-от «Софі», «Жорж», «Шантьє» тощо, позичені з прейскуранту Жоржа Бормана за 1913 рік.